# La Folie d'Héraclès
La Folie d'Héraclès (Ἡρακλῆς μαινόμενος, Hēraklēs Mainomenos), aussi connue sous le nom d’Hercule furieux, est une tragédie d'Euripide, écrite vers 416 av. J.-C. Elle relate le meurtre de la femme et des enfants d'Héraclès. 

## Argument
Héraclès est absent de Thèbes : descendu aux Enfers pour y capturer le chien Cerbère et accomplir ainsi le dernier des travaux ordonnés par Eurysthée, il n'en est pas revenu, et on le croit mort. Pendant son absence, le tyran Lycos a tué le régent Créon et s'est emparé du trône de Thèbes. Depuis lors, il fait régner la terreur, et menace de tuer les enfants d'Héraclès, les Héraclides, ainsi que son épouse Mégara et son père Amphitryon. Héraclès revient juste à temps et tue Lycos. Mais au moment où les Thébains se réjouissent, Iris, la messagère des dieux, vient annoncer que le courroux d'Héra contre Héraclès n'est pas terminé : elle va le frapper de folie et l'amener à tuer ses propres enfants. La déesse de la folie, Lyssa, sème le trouble dans l'esprit d'Héraclès, et celui-ci tue ses enfants ainsi que Mégara. Lorsqu'Héraclès reprend ses esprits, il est accablé de chagrin, et seuls les discours de son ami Thésée le convainquent de ne pas se donner la mort.

## Analyse
La folie d'Héraclès est envoyée par Héra par l'intermédiaire d'Iris, messagère des dieux, et de Lyssa, déesse de la folie. Dans cette tragédie, on voit un Héraclès beaucoup plus humain et surtout moins sauvage que celui de Sophocle. Euripide apporte plusieurs nuances importantes au mythe :
- Le meurtre survient après les douze travaux.
- Héra qui était jalouse, fit boire une potion à Héraclès qui le rendit fou, et le fit tuer sa femme et ses enfants.

## Fragments rapportés
Plutarque rapporte dans son traité Sur l'Excellence fondamentale des femmes :
« Unir les Charites aux Muses, alliance belle entre toutes. »
Les derniers mots d'Héraclès mourant se trouvent dans son traité De la Superstition :
« Croyant à ton pouvoir, je t'offrais mon hommage,

Inutile vertu ! mais tu n'es qu'un vain nom.

J'ai inutilement sacrifié pour toi l'injustice qui mène à la richesse,

Et l'intempérance, source de tous les plaisirs. »